# Talaromyces convolutus
Talaromyces convolutus är en svampart som beskrevs av Udagawa 1993. Talaromyces convolutus ingår i släktet Talaromyces och familjen Trichocomaceae.   Inga underarter finns listade i Catalogue of Life.